# Kaplica św. Jerzego w bazylice archikatedralnej we Fromborku
Kaplica św. Jerzego (też kaplica polska) – kaplica w bazylice archikatedralnej we Fromborku, w województwie warmińsko-mazurskim, zbudowana w pod koniec XV wieku.

## Historia
Kaplica św. Jerzego została dostawiona w narożu pomiędzy prezbiterium a nawą południową, na jej przedłużeniu. Nazywana była również kaplicą polską, gdyż biskup warmiński Mikołaj Szyszkowski zezwolił w 1639 na odprawianie w niej nabożeństw w języku polskim, które dotychczas były odprawiane w kaplicy św. Anny przy szpitalu św. Ducha.

## Wystrój i architektura
Kaplica pierwotnie gotycka, w XIX w. przebudowana.
Przy ścianie wschodniej, na wprost od wejścia, znajduje się marmurowy ołtarz wczesnobarokowy św. Jerzego z końca XVII wieku, ufundowany przez kustosza kapituły warmińskiej Zachariasza Jana Szołca, a wystawiony przez egzekutorów jego testamentu. Informuje o tym napis łaciński umieszczony w predelli. W nastawie ołtarza, pomiędzy dwiema kolumnami, znajduje się obraz przedstawiający św. Jerzego na koniu, prowadzącego walkę ze smokiem. Obraz powstał w tym samym czasie co ołtarz. W zwieńczeniu ołtarza znajdują się rzeźby trzech świętych, tj. św. Wojciecha, św. Józefa oraz św. Kazimierza, będących odpowiednio patronami diecezji warmińskiej, Kościoła i Polski.
Na lewo od ołtarza św. Jerzego znajduje się ambona z drugiej połowy XVII wieku. Jest ona niekompletna, brakuje jej oryginalnych schodów oraz baldachimu.
Na lewo od ambony znajduje się epitafium Stefana Sadorskiego, sekretarza króla polskiego Zygmunta III Wazy. Przybył on na Warmię ok. 1605 roku, wraz z biskupem Szymonem Rudnickim. Ponieważ bardzo dobrze znał realia w Prusach, często reprezentował interesy króla Zygmunta III na zgromadzeniach stanów pruskich. Chociaż został po śmierci pochowany w Reszlu, to za wszelkie zasługi na rzecz dominium warmińskiego kanonicy warmińscy ufundowali mu epitafium również w katedrze fromborskiej. Zawieszono je w kaplicy św. Jerzego, gdyż rok przed śmiercią ufundował w niej beneficjum na msze roratnie.
Przy wejściu do kaplicy w posadzce znajdują się ponadto płyty nagrobne czterech duchownych: Jerzego Kazimierza Wolfa von Lüdinghausen, Pawła Maibohma, Jerzego Schnetli i Wawrzyńca Lemkego.

## Galeria zdjęć

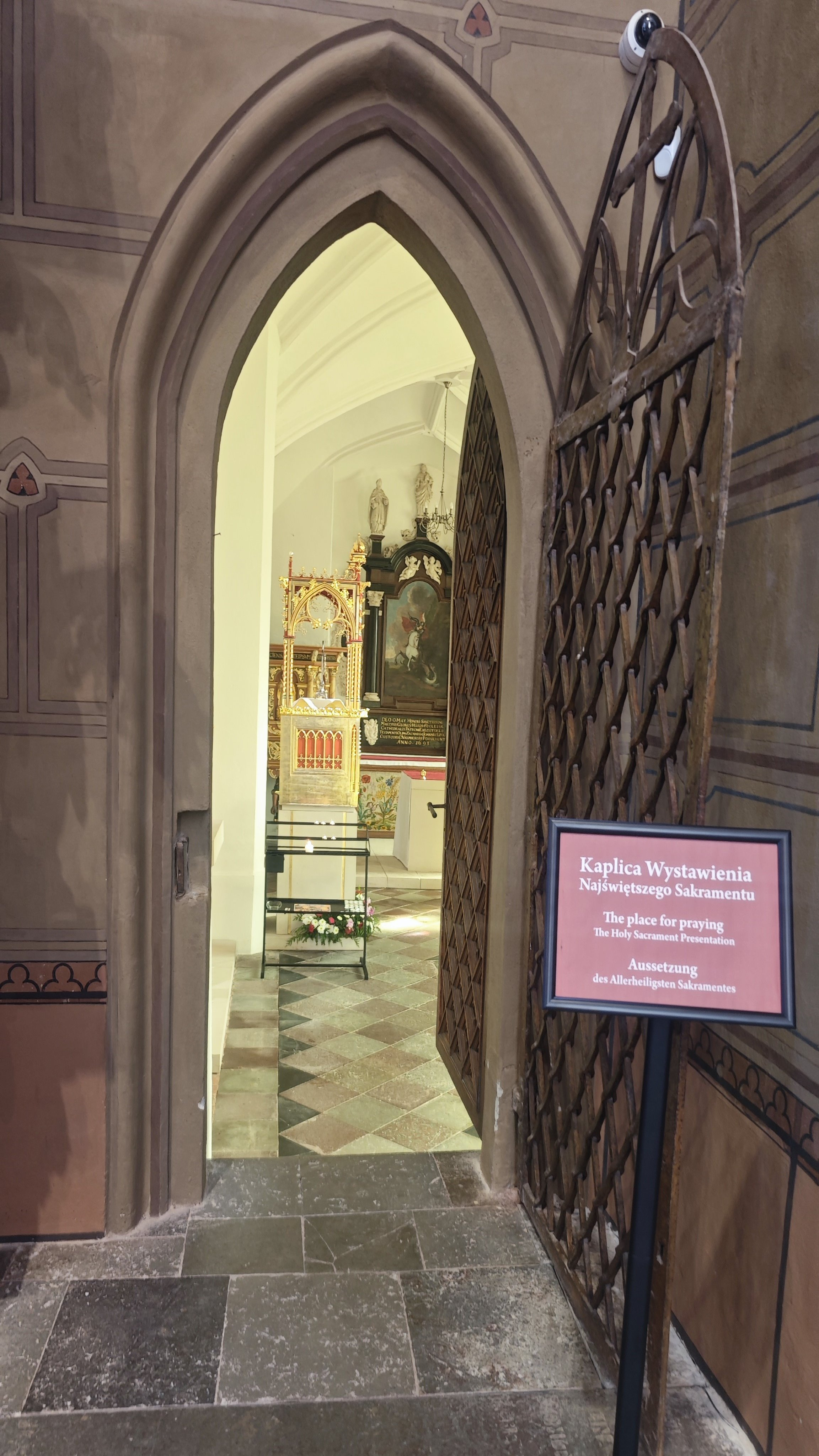
Wejście do kaplicy
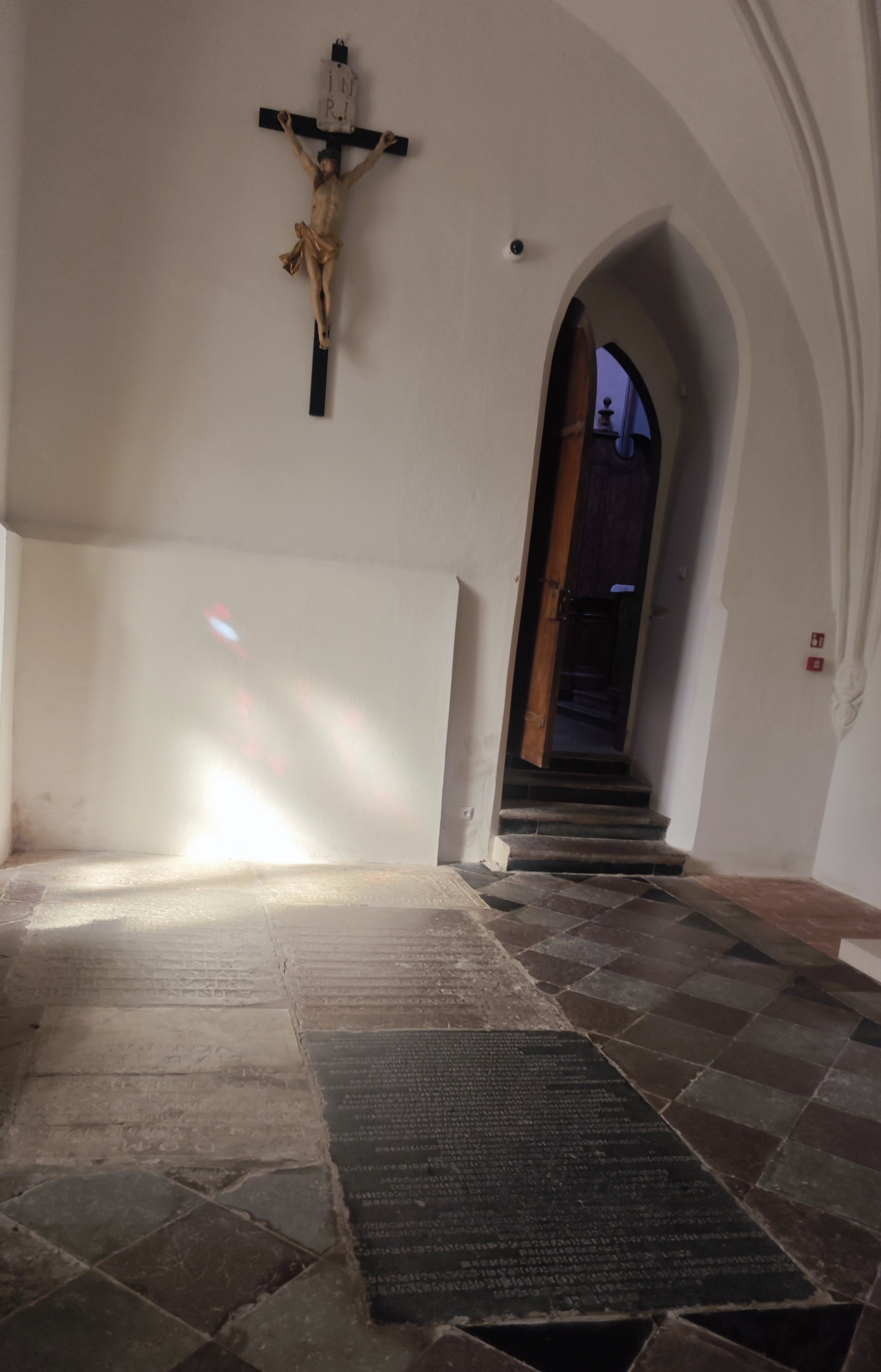
Płyty nagrobne
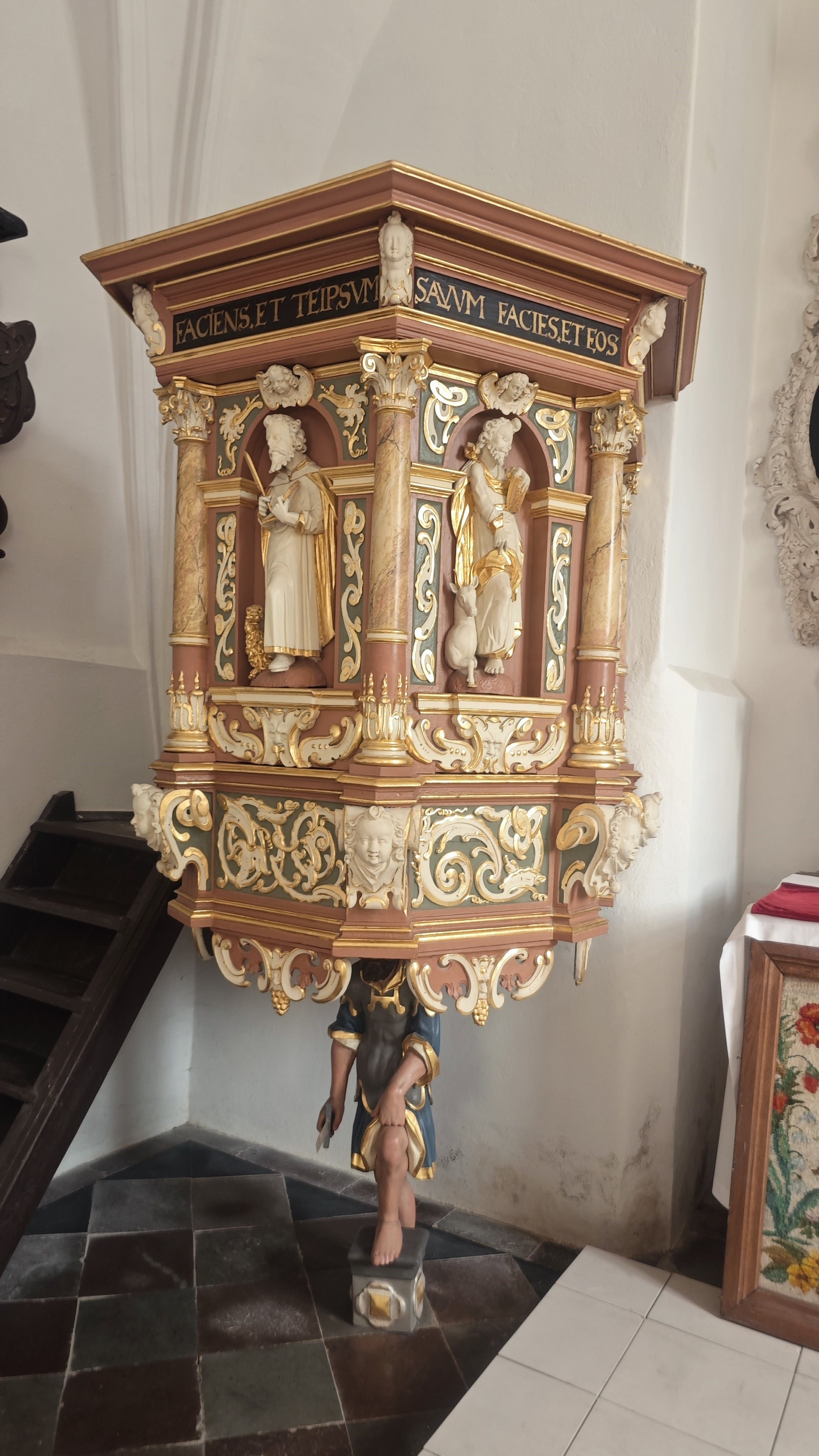
Ambona
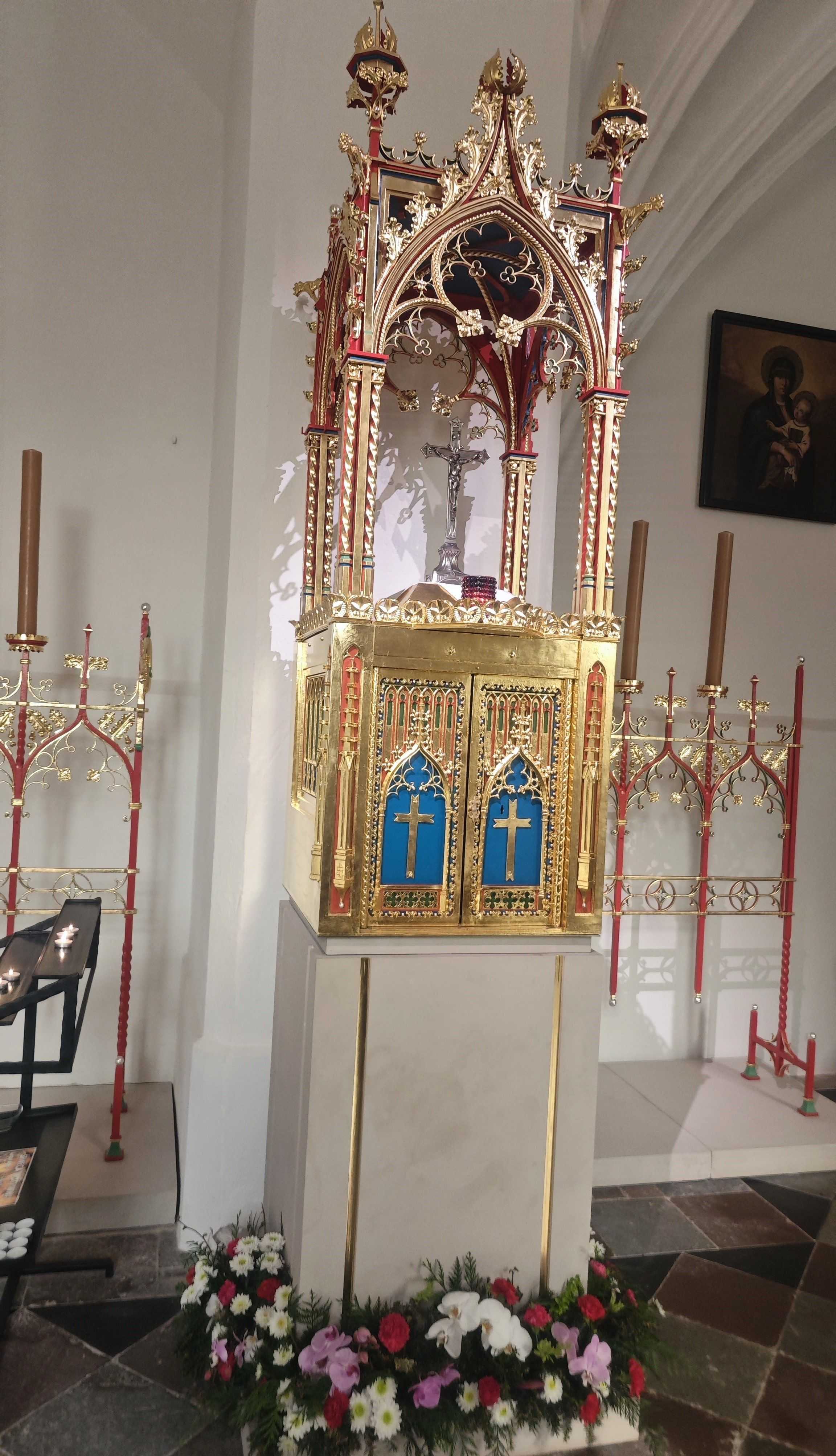
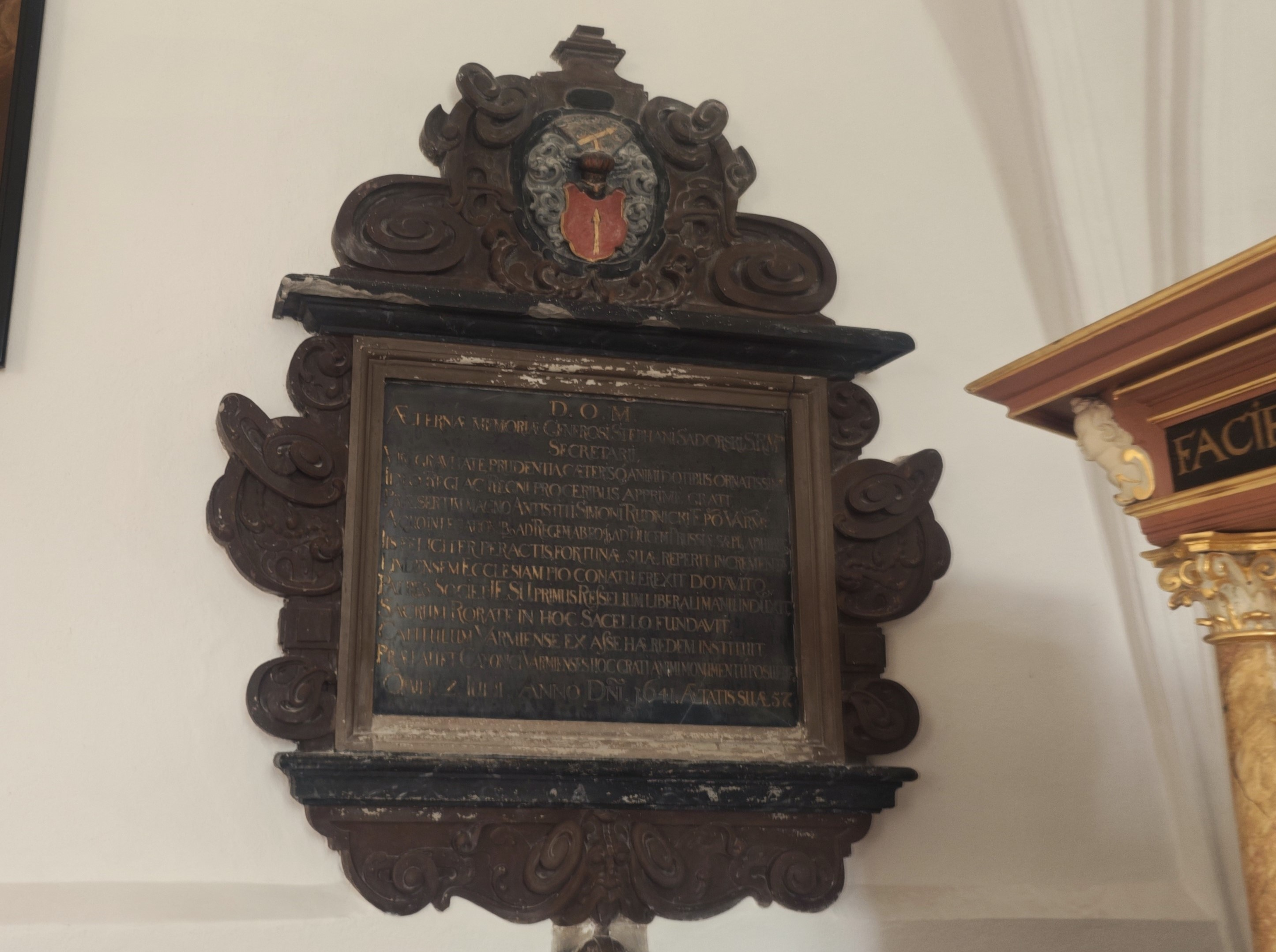
Epitafium
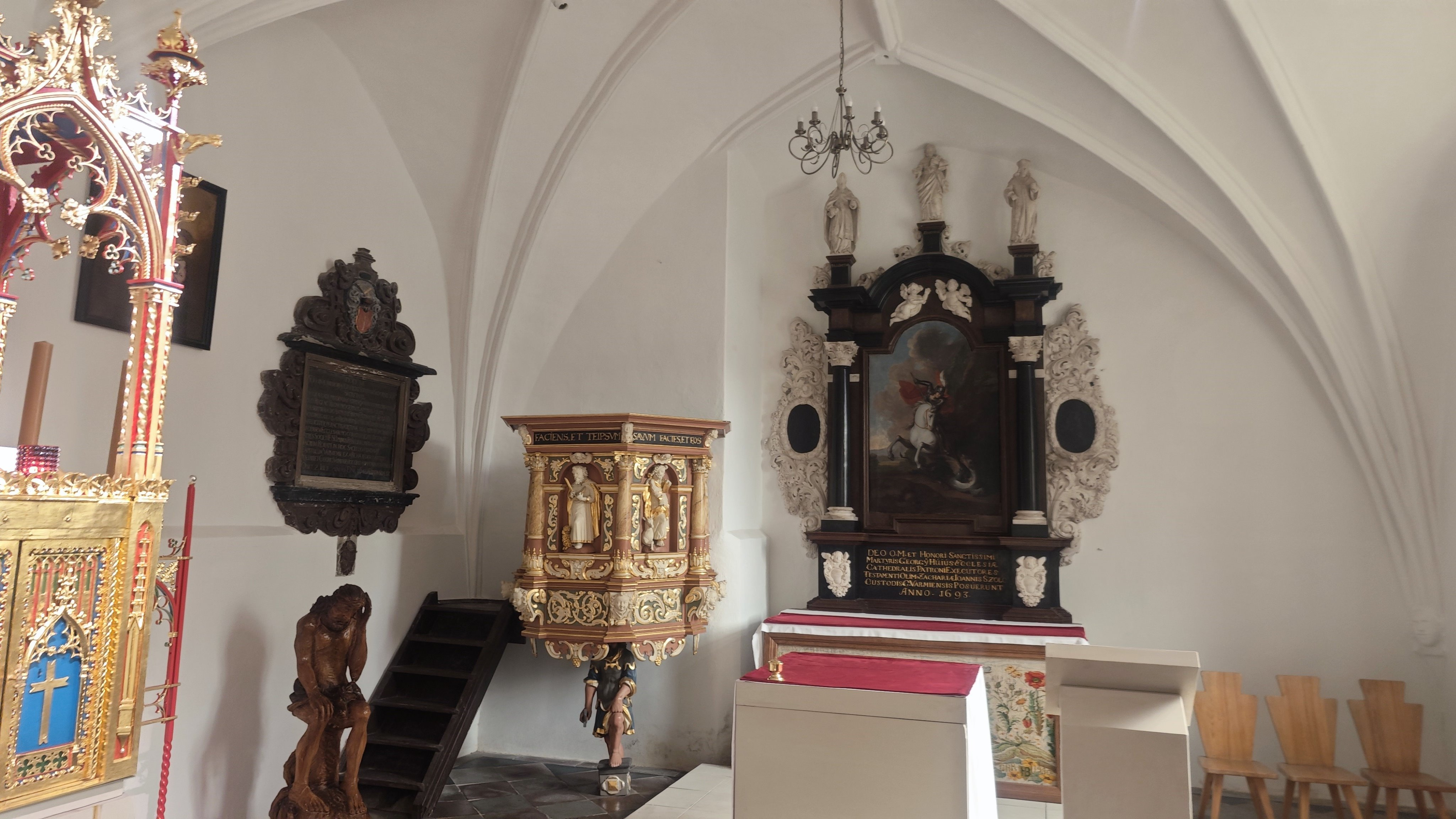
Ołtarz św. Jerzego